# Starbuck (Kiribati)
Starbuck è un atollo disabitato dell'Oceano Pacifico situato nell'arcipelago delle Sporadi Meridionali e appartenente a Kiribati.
Possiede una superficie di 16,2 km².

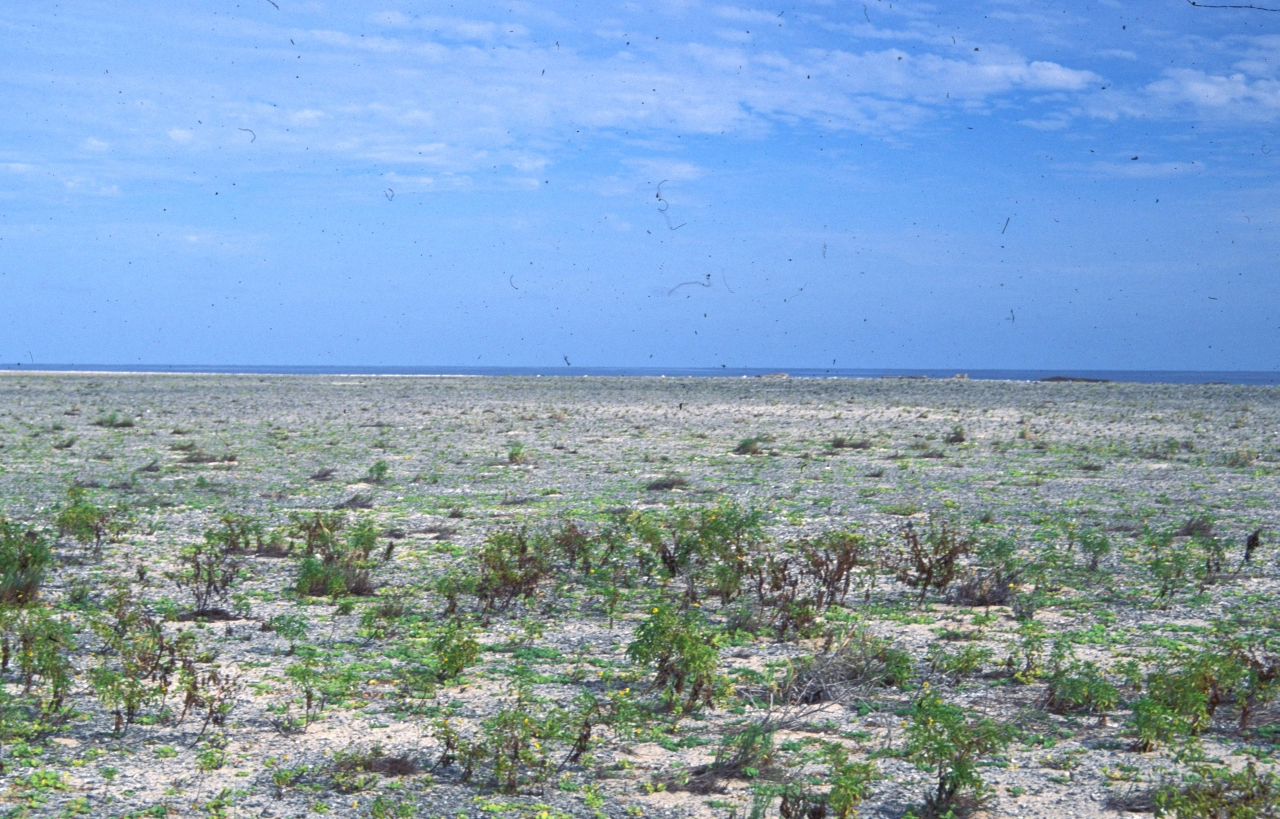
Foto dell'interno dell'isola